# Oreophrynella dendronastes
Oreophrynella dendronastes är en groddjursart som beskrevs av Lathrop och Ross D. MacCulloch 2007. Oreophrynella dendronastes ingår i släktet Oreophrynella och familjen paddor. IUCN kategoriserar arten globalt som otillräckligt studerad. Inga underarter finns listade i Catalogue of Life.